# Gustav Adolf von Klöden
Gustav Adolf von Klöden, född 24 juni 1814 i Berlin, död där 11 mars 1885, var en tysk geograf. Han var son till Karl Friedrich von Klöden.
von Klöden var från 1840 verksam som lärare vid den av fadern ledda hantverksskolan (Gewerbeschule) i Berlin. Han är huvudsakligen känd för sitt omfattande arbete Handbuch der Erdkunde (tre band, 1857-62).